# Equipolência
Equipolência é a relação de equivalência sob a qual um conjunto de segmentos de reta orientados possuem mesmo módulo, mesma direção e mesmo sentido (orientação).
Esta só acontece se um dos seguintes casos ocorrerem:
1. Quando ambos segmentos forem nulos;
2. Quando nenhum é nulo, e têm o mesmo comprimento (módulo), mesma direção e mesmo sentido (orientação).